# اصتاغان
اصتاغان، روستایی از توابع بخش هور، شهرستان فاریاب در استان کرمان ایران است.

## جمعیت
این روستا در دهستان زهمکان قرار دارد و براساس سرشماری مرکز آمار ایران در سال ۱۳۹۵، خالی از سکنه دائم بوده‌است.